# Paul Hawken

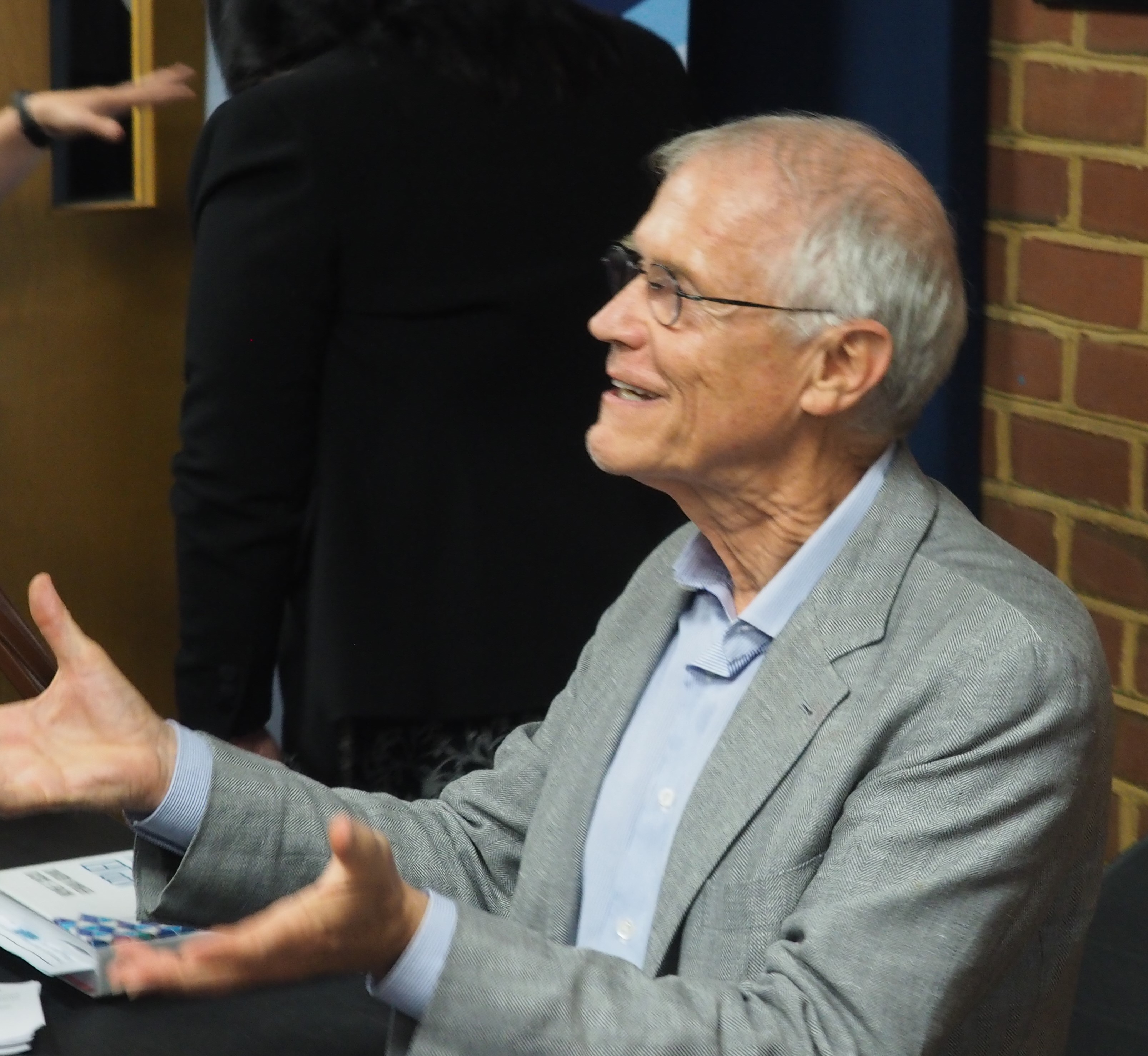

Paul Hawken, född 1946, är en amerikansk journalist och författare som ofta varit verksam inom området miljö och hållbar utveckling. Han har bland annat skrivit boken Det naturliga företaget : miljötänkande i näringslivet : nyckeln till ett uthålligt samhälle (1994, ISBN 9176980391) samt medverkat i Leonardo DiCaprios film I elfte timmen (2007).
Hawken har fått flera hedersdoktorstitlar och hans böcker är utgivna i över 50 länder.